# Farol da Ribeira Brava
De Farol da Ribeira Brava is een vuurtoren op het Portugese eiland Madeira. Hij staat aan de zuidkust van het eiland bij de plaats Ribeira Brava op een rots. De vuurtoren heeft een vierkant grondplan, waarbij het onderste deel wit van kleur is en het bovenste deel rood, en hij is zes meter hoog. Hij werd gebouwd in 1930.
Câmara de Lobos · Ilhéu Chão · Ilhéu de Cima · Ilhéu de Ferro · Ponta da Agulha · Ponta do Pargo · Ponta de São Jorge · Ponta de São Lourenço · Porto Moniz · Ribeira Brava · Selvagem Grande · Selvagem Pequena